# Dhaliyur
Dhaliyur là một thị xã panchayat của quận Coimbatore thuộc bang Tamil Nadu, Ấn Độ.

## Nhân khẩu
Theo điều tra dân số năm 2001 của Ấn Độ, Dhaliyur có dân số 8579 người. Phái nam chiếm 52% tổng số dân và phái nữ chiếm 48%. Dhaliyur có tỷ lệ 66% biết đọc biết viết, cao hơn tỷ lệ trung bình toàn quốc là 59,5%: tỷ lệ cho phái nam là 73%, và tỷ lệ cho phái nữ là 58%. Tại Dhaliyur, 10% dân số nhỏ hơn 6 tuổi.